# Marga Klompé

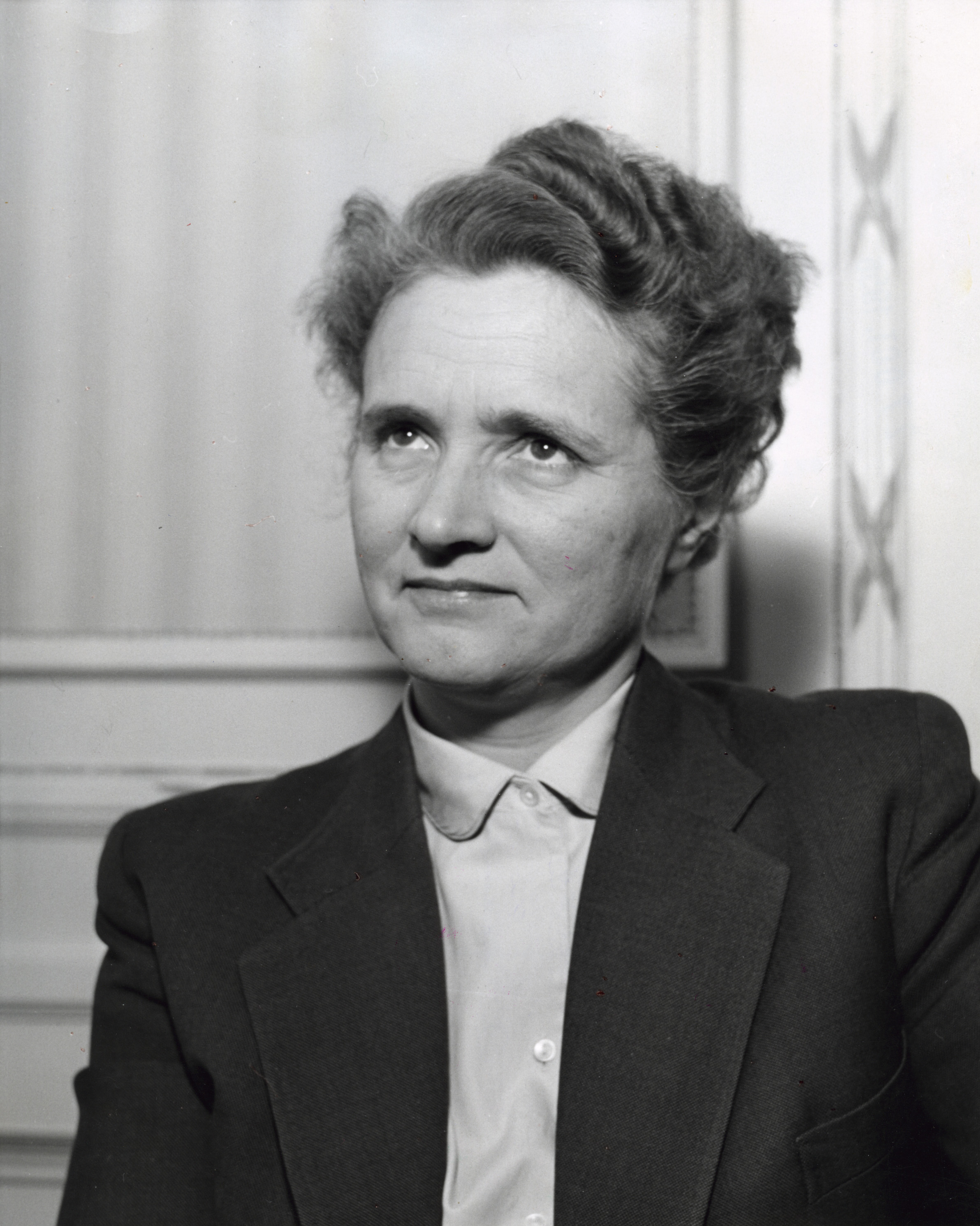
Marga Klompé (1956)

Marga (Margaretha Albertina Maria) Klompé (* 16. August 1912 in Arnhem; † 28. Oktober 1986 in Den Haag) war eine niederländische Politikerin der Katholieke Volkspartij (KVP). Sie war von 1956 bis 1963 Sozialministerin sowie von 1966 bis 1971 Ministerin für Kultur, Erholung und Soziales der Niederlande.

## Leben
Marga Klompé war eines von sechs Kindern des Briefpapierfabrikanten Joannes P. M. Klompé und dessen Frau Ursula M. J. A. Verdang. 1929 begann sie ihr Chemiestudium an der Universität Utrecht. Nach dem ersten Abschluss als kandidaat 1932 unterrichtete sie als Physik- und Chemielehrerin am katholischen Mädchenlyzeum Mater Dei in Nijmegen, um ihr weiteres Studium finanzieren zu können. Berufsbegleitend setzte sie das Studium ab 1936 bei Hugo Rudolph Kruyt fort, bei dem sie 1941 zum Thema Solkonzentration und Flockung beim AgJ-Sol promovierte. Das anschließende Medizinstudium musste sie nach dem Propädeutikum 1942 wegen der Schließung der Universität im Zweiten Weltkrieg abbrechen. Aus einer längeren Glaubenskrise ging sie tief religiös hervor; die Erfahrungen, die sie als freiwillige Helferin in den Kriegsjahren machte, bestärkten sie in dieser Haltung. Marga Klompé beteiligte sich am Widerstand gegen die deutsche Besatzung. 
Unmittelbar nach Kriegsende trat sie in die Nederlandse Volksbeweging ein. Anfang 1946 erwog sie, Mitglied der Partij van de Arbeid (PvdA) zu werden, die im Sinne eines doorbraak („Durchbruch“) der bisherigen politischen Lager und „Säulen“ zunächst Sozialdemokraten, Liberale und Christdemokraten vereinen sollte. Allerdings stellte sie fest, dass die neue Partei im Wesentlichen eine Fortsetzung der Sozialdemokratischen Arbeiterpartei war und entschied sich stattdessen für die Katholieke Volkspartij (KVP), zu deren linkem Flügel sie gehörte. Sie engagierte sich für die Rolle der Frau in der Politik, ohne sich selbst als Feministin zu begreifen. 1947 wurde sie als Mitglied der niederländischen Delegation zur ersten Vollversammlung der Vereinten Nationen entsandt. 
Obwohl Klompé ursprünglich nicht an einem Sitz im niederländischen Parlament interessiert gewesen war, gelangte sie 1948 als Nachrückerin in die Zweite Kammer, wo sie sich in der Außenpolitik engagierte. So war sie von 1949 bis 1956 außerdem Mitglied in der Beratenden Versammlung des Europarates und von 1952 bis 1956 in der Gemeinsamen Versammlung der Europäischen Gemeinschaft für Kohle und Stahl (dem damals noch indirekt gewählten Vorläufer des Europäischen Parlaments). 
Im Kabinett Drees III, einer Koalition aus Sozial- und Christdemokraten, wurde Marga Klompé im Oktober 
1956 zur Sozialhilfeministerin (minister van Maatschappelijk Werk) ernannt. Sie war das erste weibliche Regierungsmitglied in den Niederlanden. Obwohl ihr neu geschaffenes Ressort klein war und anfänglich wenig ernst genommen wurde, gelang es Klompé, ihrer Arbeit Ansehen zu verschaffen. Sie behielt das Amt auch nach dem Zerbrechen der christlich-sozialdemokratischen Koalition in den Kabinetten Beel II (kurze Alleinregierung der drei christlichen Parteien) und De Quay (christlich-liberale Koalition). Kommissarisch übernahm sie von November 1961 bis Februar 1962 und von April bis Juni 1963 auch das Amt des erkrankten Ministers für Bildung, Kunst und Wissenschaft Jo Cals. Ihr größter Erfolg war die Einführung des allgemeinen Sozialhilfegesetzes im Jahr 1963. 
Nach der Parlamentswahl im selben Jahr gab sie ihr Ministeramt auf und wurde Abgeordnete der Zweiten Kammer. Dort gehörte sie dem Verteidigungsausschuss und ab Oktober 1966 als stellvertretende Vorsitzende dem Ausschuss für auswärtige Angelegenheiten an. In der Nacht van Schmelzer stellte Klompé die Parteidisziplin über ihre persönliche Nähe zum Ministerpräsidenten Jo Cals und stimmte für das vom KVP-Fraktionsvorsitzenden Norbert Schmelzer beantragte Misstrauensvotum gegen die christlich-sozialdemokratische Regierung Cals. 
Im November 1966 übernahm Klompé das Ministerium für Kultur, Erholung und Sozialhilfe (Cultuur, Recreatie en Maatschappelijk Werk) im Kabinett Zijlstra, einer Übergangsregierung aus KVP und ARP. Das Ansinnen ihrer Fraktion, bei der vorgezogenen Neuwahl 1967 für das Ministerpräsidentenamt zu kandidieren, lehnte sie aber ab. Das Amt der Kultur- und Sozialministerin behielt sie auch im christlich-liberalen Kabinett De Jong bis zum Juli 1971. Bis zu ihrem Ausscheiden aus der Regierung war sie stets die einzige Frau am Kabinettstisch. 1971 wurde sie zur Staatsministerin ernannt (ein hoher Ehrentitel). 
Nach ihrem Rückzug aus der aktiven Politik blieb Klompé eine gefragte Beraterin und engagierte sich stark im kirchlichen Bereich, unter anderem für die päpstliche Kommission Justitia et Pax, den Rat der Kirchen in den Niederlanden und für die Bischofskonferenz. Klompé wirkte außerdem in der Bewegung für ein geeintes Europa und war Ratsvorsitzende der Europese Beweging in Nederland (EBN).